# Коптево (Монастырщинский район)
Коптево — деревня в Монастырщинском районе Смоленской области России. Входит в состав Соболевского сельского поселения.

## География
Деревня расположена в западной части Смоленской области, в 9 км к северу от Монастырщины, в 32 км западнее автодороги А141 Орёл — Витебск. В 36 км восточнее деревни находится железнодорожная станция Грудинино на линии Смоленск — Рославль. 

## История
В годы Великой Отечественной войны деревня была оккупирована гитлеровскими войсками в июле 1941 года, освобождена в сентябре 1943 года. 

## Население
Численность населения деревни Коптево — 4 человека (2007 год).